# Италијански фронт (Први светски рат)
Италијански фронт (итал. Fronte italiano) је представљао серију битака у северној Италији између Италије и Аустроугарске и њихових савезника од 1915. до 1918. Италија се надала да ће уласком у Антанту добити јужни Тирол, Трст, Трентино, Истру и Далмацију. Иако се Италија надала да ће освојити територије изненадном офанзивом, фронт је убрзо упао у рововски рат, сличан оном на Западном фронту, али на великим надморским висинама и са изузетно хладним зимама. Борбе дуж фронта раселиле су већи део локалног становништва, а неколико хиљада цивила је умрло од неухрањености и болести у италијанским и аустроугарским избегличким логорима.
Савезничка победа у бици код Виторио Венета, распад Аустроугарске и италијанско заузимање Трента и Трста окончали су све војне операције на фронту до новембра 1918. Примирје Вила Ђусти ступило је на снагу 4. новембра 1918. године, када је Аустроугарска више није постојала као јединствена целина. Неки Италијани су касније назвали сукоб као Четврти италијански рат за независност, пошто је њиме завршена завршна фаза уједињења Италије.

## Узроци похода
Италија је била чланица савеза Централних сила заједно са Аустроугарском и Немачком. Није прогласила рат у августу 1914. под изговором да њени савезници нису директно нападнути. Италија је још од Бечког конгреса 1815. имала спор са Аустроугарском. Тада је неколико италијанских градова предано Аустроугарској. Почетком Првога светскога рата Италију су обилазили савезнички дипломати и нудили су Италији уступке и територије ако уђе у рат на страни сила Антанте. Италија је 26. априла 1915. потписала Лондонски споразум са Антантом, а 23. маја 1915. прогласила је рат Аустроугарској.

## Алпски фронт
Алпски или италијански фронт био је у основи стална линија одбране и ровова, која се протезала дуж граница Аустроугарске и Италије од 1915. до 1917.

## Походи 1915. и 1916.

### Прва битка на Сочи
Италија је на самом почетку рата покушала да заузме Горицу на реци Сочи. Међутим италијанска војска је била лоше опремљена артиљеријом, возилима и муницијом. На почетку рата Италија је имала само 680 возила за превоз војске. Коњи су се још увек користили за транспорт и нису могли да преносе терет довољно брзо на јако стрмом терену Алпи. Осим тога нови италијански командант није имао ратног искуства и био је јако непопуларан у војсци. На почетку офанзиве Италијана је било два пута више, али нису успели да пробију аустријске одбрамбене линије на Алпима. Аустријске снаге су углавном биле на узвишењима, па су се Италијани морали пењати током офанзиве. После две недеље Италијани су покушали други фронтални напад са више артиљерије, али поново су враћени на полазне положаје. Од 18. октобра до 4. новембра 1915. уследио је нови безуспешни напад са 1200 топова.

### Асјађо офанзива
Након италијанских неуспешних офанзива Аустријанци су почели припремати контраофанзиву од Трента према Асјађу. Офанзива је почела 11. марта 1916. Петнаест аустроугарских дивизија је пробило италијанске линије. Италијански командант је био упозорен да се спрема офанзива, а он је одабрао локалне офанзиве уместо да припреми одбрану. Потпуни пораз Италијана је спречен само брзим доласком појачања са других фронтова.

### Касније битке на Сочи
Током 1916. избиле су још 4 битке на Сочи. Шеста битка на Сочи започела је у августу 1916. и била је много успешнија од претходних офанзива, зато што је аустроугарска војска била исцрпљена и ослабљена Брусиловљевом офанзивом на источном фронту, када је изгубила 1,5 милиона војника. Италијани у шестој бици на Сочи нису остварили нигде стратешки добитак, али освајање Горице је подигло морал италијанске војске. Уследиле су још три битке на Сочи (Седма, Осма и Девета битка на Сочи) од 14. септембра 1916. до 4. новембра 1916. У тим биткама се није ништа постигло, осим што су истрошиле снаге већ исцрпљених армија обе стране.

## Долазак Немаца 1917.
Након минијатурних добитака у Десетој бици на Сочи, Италијани су усмерили свој напад на аустријске линије северно и источно од Горице. Италијанске снаге под заповедништвом Лујђија Капела пробиле су аустријске линије и заузеле су Бањшку планоту. Италијани су били на рубу победе, али морали су да се повуку јер су им линије снабдевања биле пренатегнуте, односно нису могле одржавати војску која је ушла дубље у непријатељску територију.
После Једанаесте битке на Сочи аустроугарској војсци је очајнички требало појачање. На фронт су дошли Немци, јер су имали мање посла на Источном фронту, где је у јулу 1917. пропала офанзива од Керенскога. Немци су увели 
Хутијерову тактику и припремали су нову офанзиву. Италијанска војска је била погођена падом морала. Војници су живели лоше и присиљавани су да иду из напада у напад, а војни добици би били минимални. Аустроугарска и немачка војска су 24. октобра 1917. започели битку код Кобарида. Битку су започели великом артиљеријском ватром, па је уследило напредовање војске помоћу Хутијерове тактике, заобилазећи италијанске јаке тачке и нападајући из позадине. Крајем првога дана битке Италијани су се повукли 20 км. Италија је изгубила велику територију.

## 1918. :Завршетак рата

### Битка на реци Пијави
Аустријанци су брзо напредовали, па су линије снабдевања остале иза њих и били су присиљени да се зауставе и регрупирају. Италијани су потиснути до одбрамбених линија близу Венеције на реци Пијави. Имали су 600.000 мртвих током рата. У новембру 1917. Британци, Французи и Американци су почели ојачавати фронт, тако да је аустријска офанзива заустављена. У пролеће 1918. Немци су повукли војску, јер им је била потребна за Прољетну офанзиву. Аустро-угарски генерали се нису могли лако сложити како да заврше рат у Италији једном коначном офанзивом. Надвојвода Јозеф Аугуст Аустријски одлучио је да се спроведе офанзива са два шиљка.
Битка на реци Пијави је започела нападом на планинском прелазу Тонал. Аустријски дезертери су Италији одали циљеве офанзиве, тако да су Италијани знали где ће бити шиљци напада аустријске војске. Због тога су поставили две армије на пут једнога шиљка. Други шиљак је предводио 
Светозар Боројевић од Бојне. Други шиљак аустријске војске је добро напредовао док му линије снабдевања нису биле бомбардоване и док нису стигла италијанска појачања. Један велики део Боројевићеве војске је прешао реку Пијаву и кад више нису могли одржавати ту позицију нису се могли лако ни повући, јер су поплаве однеле мостове. Италијани су ударом на крила изложене Боројевићеве војске нанели Аустријанцима тежак пораз. Аустријска војска је после тога кренула путем дезинтеграције.

### Одлучујућа битка код Виторија Венета
После битке код Пијаве у којој је Италија победила није дошло до италијанске контраофанзиве, јер су имали јако велике губитке, па су сматрали да је опасно кренути у офанзиву. Генерал Армандо Дијаз је чекао да стигне још појачања са Западног фронта. У октобру је Италија сакупила довољно војника за офанзиву. Одлучили су да нападну Виторио Венето, који се налазио преко Пијаве. Аустријска војска се жестоко борила, али савезника је било много више. Италијани су се пробили кроз рупу у коју су упутили појачања и сломили су аустријску обрамбену линију. Око 300.000 аустријских војника се предало 3. новембра 1918. Аустрија је ослабљена битком код Виторија Венета 4. новембра 1918. потписала примирје.
После битке код Пијаве у којој је Италија победила није дошло до италијанске контраофанзиве, јер су имали јако велике губитке, па су сматрали да је опасно кренути у офанзиву. Генерал Армандо Дијаз је чекао да стигне још појачања са Западног фронта. У октобру је Италија сакупила довољно војника за офанзиву. Одлучили су да нападну Виторио Венето, који се налазио преко Пијаве. Аустријска војска се жестоко борила, али савезника је било много више. Италијани су се пробили кроз рупу у коју су упутили појачања и сломили су аустријску одбрамбену линију. Око 300.000 аустријских војника се предало 3. новембра 1918. Аустрија је ослабљена битком код Виторија Венета 4. новембра 1918. потписала примирје.